# Transco (réseau de transport)
Transco était le réseau de transport interurbain du département de la Côte-d'Or, en région Bourgogne-Franche-Comté jusqu'au 31 août 2018. Il est le lointain successeur du réseau de tramways départementaux des Chemins de fer départementaux de la Côte-d'Or, exploité de 1888 à 1950.

## Présentation

### Historique
Le 1er janvier 2017, la loi NOTRe a transféré des départements aux régions l'organisation du transport routier de voyageurs. Le 1er septembre 2018, Transco devient Mobigo Bourgogne-Franche-Comté.

### Identité visuelle

Ancien logo jusqu'en 2016
Logo de l'année 2016
Logo du 1er janvier 2017 au 1er septembre 2018

## Parc de véhicules

### Véhicules appartenant au transporteur Keolis Bourgogne
| Modèles et quantité                                                             | Numéros de parc                    | Année de M.E.S. |
| ------------------------------------------------------------------------------- | ---------------------------------- | --------------- |
| 2 Setra S315 ÜL                                                                 | 333 et 334                         | 1996            |
| 1 Renault Iliade                                                                | 345                                | 1999            |
| 1 Renault Tracer                                                                | 348                                | 2000            |
| 16 Mercedes-Benz O550 Integro                                                   | 349, 350, 359, 367 à 377, 381, 382 | 2000 à 2005     |
| 2 Irisbus/Renault Arès                                                          | 384, 385                           | 2006            |
| 6 Irisbus/Renault Axer                                                          | 394 à 397, 399, 400                | 2007            |
| 1 Irisbus/Iveco Arway                                                           | 402                                | 2007            |
| 5 Irisbus/Iveco Crossway                                                        | 403 à 405, 418, 419                | 2007 à 2008     |
| 3 Mercedes-Benz O530 LE MÜ Citaro                                               | 407 à 409                          | 2008            |
| 1 Irisbus/Iveco Daily                                                           | 410                                | 2008            |
| 7 Mercedes-Benz O560 Intouro                                                    | 422, 426 à 429, 442, 444           | 2009 à 2010     |
| Soit un total de 45 véhicules affectés au réseau Transco chez Keolis Bourgogne. |                                    |                 |

### Véhicules appartenant au transporteur Transdev Pays d'Or
| Modèles et quantité                                                               | Numéros de parc                                          | Année de M.E.S. |
| --------------------------------------------------------------------------------- | -------------------------------------------------------- | --------------- |
| 8 Renault Tracer                                                                  | 3226, 3470, 4161, 4162, 4272, 4348, 5144, 6015           | 1993 à 2003     |
| 1 Renault Iliade                                                                  | 4164                                                     | 1998            |
| 6 Mercedes-Benz O345 Conecto                                                      | 1002, 6179, 6407, 6632, 6634, 6644                       | 1998 à 2004     |
| 1 Karosa/Renault Récréo                                                           | 6591                                                     | 2001            |
| 14 Renault Arès                                                                   | 6701 à 6705, 6708 à 6711, 6732 à 6736                    | 2001            |
| 2 Fast Scoler 2                                                                   | 5037, 5566                                               | 2001 à 2002     |
| 1 Van Hool T815 TL                                                                | 6014                                                     | 2003            |
| 9 Irisbus/Renault Axer                                                            | 6271 à 6275, 6279 à 6282                                 | 2004            |
| 4 Fast Starter                                                                    | 10545, 10546, 10552, 10553                               | 2009            |
| 10 Irisbus/Iveco Crossway                                                         | 11437 à 11439, 11444 à 11446, 11448, 11450, 11451, 11453 | 2010            |
| Soit un total de 56 véhicules affectés au réseau Transco chez Transdev Pays d'Or. |                                                          |                 |

## Transporteurs
- Keolis Bourgogne
- Transdev Pays d'Or
- Danh Tourisme
- Duède
- Keolis Val de Saône
- Spahr Tourisme
- Autocars Linck
- Transmontagne

## Lignes du réseau
Liste des lignes au 1er septembre 2012 :
| N°       | Dessertes                                                                                               |
| -------- | --- |
| 30       | Marcilly-sur-Tille ↔ Is-sur-Tille ↔ Lamargelle ↔ Chanceaux                                              |
| 31       | Dijon ↔ Is-sur-Tille ↔ Selongey ↔ Chazeuil                                                              |
| 31C      | Dijon ↔ Is-sur-Tille ↔ Selongey ↔ Vernois-lès-Vesvres                                                   |
| 32       | Dijon ↔ Saint-Julien ↔ Flacey                                                                           |
| 33       | Dijon ↔ Messigny-et-Vantoux ↔ Marsannay-le-Bois ↔ Curtil-Saint-Seine                                    |
| 34       | Dijon ↔ Fontaine-Française ↔ Gray                                                                       |
| 34/37    | Dijon ↔ Varois-et-Chaignot ↔ Orgeux                                                                     |
| 36/37    | Dijon ↔ Belleneuve ↔ Mirebeau-sur-Bèze ↔ Gray                                                           |
| 38       | Dijon ↔ Talmay                                                                                          |
| 39       | Quetigny ↔ Arc-sur-Tille ↔ Remilly-sur-Tille                                                            |
| 40       | Dijon ↔ Longchamp ↔ Pontailler-sur-Saône ↔ Soissons-sur-Nacey                                           |
| 41       | Dijon ↔ Genlis ↔ Auxonne                                                                                |
| 42       | Dijon ↔ Longecourt-en-Plaine ↔ Saint-Jean-de-Losne ↔ Losne                                              |
| 43       | Dijon ↔ Corcelles-lès-Cîteaux ↔ Seurre                                                                  |
| 44       | Dijon ↔ Gevrey-Chambertin ↔ Nuits-Saint-Georges ↔ Beaune                                                |
| 46       | Dijon ↔ Flavignerot                                                                                     |
| 47/48/49 | Dijon ↔ Sombernon                                                                                       |
| 47       | Dijon ↔ Bligny-sur-Ouche                                                                                |
| 48       | Dijon ↔ Sombernon ↔ Arnay-le-Duc ↔ Pouilly-en-Auxois ↔ Saulieu                                          |
| 49       | Dijon ↔ Sombernon ↔ Semur-en-Auxois ↔ Avallon                                                           |
| 50       | Dijon ↔ Saint-Seine-l'Abbaye ↔ Aignay-le-Duc ↔ Châtillon-sur-Seine                                      |
| 50       | Dijon ↔ Pont-de-Cosne ↔ Aignay-le-Duc                                                                   |
| 54       | Châtillon-sur-Seine ↔ Recey-sur-Ource ↔ Grancey-le-Château-Neuvelle ↔ Is-sur-Tille ↔ Marcilly-sur-Tille |
| 55       | Châtillon-sur-Seine ↔ Montigny-sur-Aube ↔ Gevrolles                                                     |
| 56       | Châtillon-sur-Seine ↔ Laignes                                                                           |
| 60       | Dijon ↔ Gevrey-Chambertin ↔ Saint-Philibert                                                             |
| 70       | Montbard ↔ Semur-en-Auxois ↔ Précy-sous-Thil ↔ Saulieu ↔ Liernais                                       |
| 71       | Semur-en-Auxois ↔ Venarey-les-Laumes                                                                    |
| 72       | Beaune ↔ Arnay-le-Duc ↔ Saulieu                                                                         |
| 73       | Montbard ↔ Venarey-les-Laumes ↔ Vitteaux ↔ Pouilly-en-Auxois                                            |
| 74       | Beaune ↔ Seurre                                                                                         |

## Communes desservies
Le réseau dessert 359 communes dont 344 en Côte d'Or et 15 dans les départements limitrophes :
- Agey
- Aignay-le-Duc
- Aiserey
- Aisey-sur-Seine
- Alise-Sainte-Reine
- Aloxe-Corton
- Ampilly-le-Sec
- Ampilly-les-Bordes
- Antigny-la-Ville
- Arc-lès-Gray
- Arc-sur-Tille
- Arceau
- Arnay-le-Duc
- Asnières-lès-Dijon
- Athée
- Athie
- Aubaine
- Aubigny-en-Plaine
- Aubigny-lès-Sombernon
- Autrey-lès-Gray
- Auvillars-sur-Saône
- Auxonne
- Avallon
- Baigneux-les-Juifs
- Balot
- Barbirey-sur-Ouche
- Barges
- Beaumont-sur-Vingeanne
- Beaune
- Beaunotte
- Beire-le-Châtel
- Beire-le-Fort
- Bellefond
- Belleneuve
- Bellenod-sur-Seine
- Beneuvre
- Bessey-en-Chaume
- Bessey-lès-Cîteaux
- Bèze
- Billy-lès-Chanceaux
- Binges
- Bissey-la-Côte
- Bissey-la-Pierre
- Bligny-sur-Ouche
- Bonnencontre
- Boudreville
- Bouhans-et-Feurg
- Bouix
- Bourberain
- Boussey
- Bouze-lès-Beaune
- Braux
- Brazey-en-Plaine
- Brémur-et-Vaurois
- Bretigny
- Brion-sur-Ource
- Brochon
- Brognon
- Broin
- Broindon
- Buncey
- Bure-les-Templiers
- Censerey
- Cérilly
- Cessey-sur-Tille
- Chaignay
- Chailly-sur-Armançon
- Chambeire
- Chambolle-Musigny
- Chamesson
- Champ-d'Oiseau
- Champagne-sur-Vingeanne
- Champagny
- Champdôtre
- Chanceaux
- Chassey
- Châtillon-sur-Seine
- Chaume-et-Courchamp
- Chaume-lès-Baigneux
- Chazeuil
- Chazilly
- Chenôve
- Chevigny-en-Valière
- Chorey-lès-Beaune
- Clamerey
- Clénay
- Collonges-lès-Premières
- Comblanchien
- Commarin
- Corberon
- Corcelles-lès-Cîteaux
- Corcelles-les-Monts
- Corgengoux
- Corgoloin
- Corrombles
- Couchey
- Courban
- Courcelles-lès-Semur
- Courtivron
- Couternon
- Créancey
- Crécey-sur-Tille
- Crépand
- Crugey
- Curtil-Saint-Seine
- Cussey-les-Forges
- Cussy
- Cussy-le-Châtel
- Darois
- Diénay
- Dijon
- Échalot
- Échannay
- Échigey
- Épagny
- Épernay-sous-Gevrey
- Époisses
- Esbarres
- Essertenne
- Étalante
- Étaules
- Étevaux
- Fain-lès-Moutiers
- Fauverney
- Fénay
- Fixin
- Flacey
- Flavignerot
- Flée
- Fleurey-sur-Ouche
- Foissy
- Foncegrive
- Fontaines-en-Duesmois
- Fontaine-Française
- Francheville
- Frénois
- Gemeaux
- Genay
- Genlis
- Gevrey-Chambertin
- Gevrolles
- Gissey-sur-Ouche
- Glanon
- Grancey-le-Château-Neuvelle
- Gray
- Grésigny-Sainte-Reine
- Grosbois-en-Montagne
- Guillon
- Hauteville-lès-Dijon
- Heuilley-sur-Saône
- Is-sur-Tille
- Izeure
- Izier
- Jouey
- Jours-lès-Baigneux
- Juillenay
- Juilly
- La Bussière-sur-Ouche
- Labergement-Foigney
- Labergement-lès-Seurre
- Lacanche
- Ladoix-Serrigny
- Laignes
- Lamarche-sur-Saône
- Lamargelle
- Larrey
- Léry
- Leuglay
- Liernais
- Longchamp
- Longeault
- Longecourt-en-Plaine
- Longecourt-lès-Culêtre
- Longvic
- Losne
- Louesme
- Lusigny-sur-Ouche
- Lux
- Maconge
- Magny-la-Ville
- Magny-Lambert
- Magny-Montarlot
- Magny-Saint-Médard
- Magny-sur-Tille
- Maisey-le-Duc
- Maligny
- Mantoche
- Marcenay
- Marcigny-sous-Thil
- Marcilly-et-Dracy
- Marcilly-sur-Tille
- Marey-sur-Tille
- Marigny-le-Cahouët
- Marigny-lès-Reullée
- Marliens
- Marsannay-la-Côte
- Marsannay-le-Bois
- Massingy-lès-Semur
- Maxilly-sur-Saône
- Ménétreux-le-Pitois
- Mesmont
- Messigny-et-Vantoux
- Meursanges
- Millery
- Minot
- Mirebeau-sur-Bèze
- Moitron
- Moloy
- Mont-Saint-Jean
- Montbard
- Montigny-Montfort
- Montigny-Mornay-Villeneuve-sur-Vingeanne
- Montigny-sur-Aube
- Montlay-en-Auxois
- Montoillot
- Morey-Saint-Denis
- Moutiers-Saint-Jean
- Nantilly
- Nod-sur-Seine
- Noiron-sous-Gevrey
- Norges-la-Ville
- Nuits-Saint-Georges
- Orgeux
- Origny
- Orville
- Pellerey
- Perrigny-lès-Dijon
- Perrigny-sur-l'Ognon
- Pichanges
- Plombières-lès-Dijon
- Pluvault
- Pluvet
- Poinçon-lès-Larrey
- Poiseul-la-Grange
- Poiseul-la-Ville-et-Laperrière
- Poiseul-lès-Saulx
- Poncey-lès-Athée
- Poncey-sur-l'Ignon
- Pont-et-Massène
- Pontailler-sur-Saône
- Pouillenay
- Pouilly-en-Auxois
- Pouilly-sur-Saône
- Prâlon
- Précy-sous-Thil
- Premeaux-Prissey
- Premières
- Prusly-sur-Ource
- Quemigny-sur-Seine
- Quetigny
- Quincy-le-Vicomte
- Quincerot
- Recey-sur-Ource
- Remilly-en-Montagne
- Remilly-sur-Tille
- Renève
- Roilly
- Rouvray
- Rouvres-en-Plaine
- Rouvres-sous-Meilly
- Ruffey-lès-Beaune
- Ruffey-lès-Echirey
- Sacquenay
- Saffres
- Saint-André-en-Terre-Plaine
- Saint-Apollinaire
- Saint-Broing-les-Moines
- Saint-Euphrône
- Saint-Germain-lès-Senailly
- Saint-Jean-de-Losne
- Saint-Julien
- Saint-Léger-Triey
- Saint-Marc-sur-Seine
- Saint-Martin-de-la-Mer
- Saint-Martin-du-Mont
- Saint-Maurice-sur-Vingeanne
- Saint-Nicolas-lès-Cîteaux
- Saint-Philibert
- Saint-Prix-lès-Arnay
- Saint-Rémy
- Saint-Seine-l'Abbaye
- Saint-Seine-sur-Vingeanne
- Saint-Thibault
- Saint-Usage
- Saint-Victor-sur-Ouche
- Sainte-Colombe-sur-Seine
- Sainte-Marie-sur-Ouche
- Saulieu
- Saulon-la-Chapelle
- Saulon-la-Rue
- Saulx-le-Duc
- Saussy
- Savigny-en-Terre-Plaine
- Savigny-le-Sec
- Savolles
- Savouges
- Selongey
- Semond
- Semur-en-Auxois
- Senailly
- Seurre
- Soirans
- Soissons-sur-Nacey
- Sombernon
- Souhey
- Spoy
- Sussey
- Talant
- Talmay
- Tanay
- Tarsul
- Tart-l'Abbaye
- Tart-le-Bas
- Tart-le-Haut
- Thoisy-la-Berchère
- Thoisy-le-Désert
- Thorey-en-Plaine
- Thorey-sur-Ouche
- Til-Châtel
- Torcy-et-Pouligny
- Toutry
- Tréclun
- Trochères
- Uncey-le-Franc
- Val-Suzon
- Vandenesse-en-Auxois
- Vanvey
- Varanges
- Varois-et-Chaignot
- Veilly
- Velars-sur-Ouche
- Venarey-les-Laumes
- Vernois-lès-Vesvres
- Véronnes
- Veuvey-sur-Ouche
- Veuxhaulles-sur-Aube
- Vic-sous-Thil
- Vieilmoulin
- Vielverge
- Viévigne
- Villaines-en-Duesmois
- Villaines-les-Prévôtes
- Villargoix
- Villars-et-Villenotte
- Villecomte
- Villeneuve-sous-Charigny
- Villey-sur-Tille
- Villiers-le-Duc
- Villotte-sur-Ource
- Viserny
- Vitteaux
- Vonges
- Vosne-Romanée
- Vougeot
- Voulaines-les-Templiers